# Arthur Woolf
Arthur Woolf (1766, Camborne, Cornualles - 16 de octubre de 1837, Guernsey) fue un ingeniero mecánico inglés, conocido por inventar una máquina de vapor compuesta de alta presión. Como tal, hizo una contribución sobresaliente al desarrollo y al perfeccionamiento del motor de vapor.

## Semblanza
Woolf dejó su Cornualles natal en 1785 para contratarse en los talleres de ingeniería de Joseph Bramah en Londres. Trabajó allí y en otras empresas como ingeniero y constructor de motores hasta 1811, experimentando con vapor a alta presión y con una caldera muy mejorada. Posteriormemte, regresó a Cornualles. Michael Loam, inventor del elevador de hombres utilizado en las minas, se formó con él.  
Cuando regresó a Cornualles, los diseños de los motores de balancín eran toscos, limitados por una serie de patentes obsoletas de Watt, y por una ingeniería deficiente, luchando por competir con grandes ruedas hidráulicas, e incluso siendo usados bajo tierra. Aprendió de Bramah que avanzar significaba adoptar técnicas de ingeniería mucho mejores, porque fue Bramah quien inventó el control de calidad. Woolf fue ingeniero jefe de Harvey & Co de Hayle, la principal empresa de ingeniería y fundición del momento, y por entonces la más grande del mundo, que absorbió a su empresa rival, la Copperhouse Foundry dirigida por Sandys, Carne y Vivian. Durante muchos años fueron la empresa líder mundial en motores de drenaje, suministrando incluso 3 motores de bombeo de ocho balancines al gobierno holandés para drenar el Haarlemmermeer (véase Museo De Cruquius). Cuando Woolf se retiró en 1836, el motor de Cornualles, en gran parte debido a sus esfuerzos, se había convertido en una refinada máquina de gran eficiencia. 
En 1803 obtuvo una patente sobre una caldera mejorada para producir vapor a alta presión, y en 1804, patentó su invención más conocida, un motor de vapor compuesto. 

## Motor compuesto de Woolf

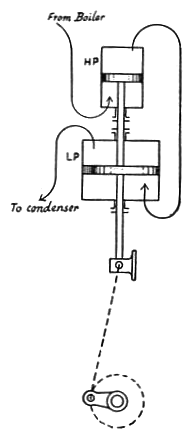
Esquema del motor compuesto de Woolf.

El motor de Woolf era un motor compuesto paralelo con dos cilindros en los que el vapor funcionaba sucesivamente. Ambos estaban acoplados al mismo extremo del balancín del motor. El funcionamiento del motor puede describirse como un cilindro del motor de expansión simple de alta presión de Trevithick, seguido de un cilindro de condensación siguiendo la idea de Watt. Woolf había trabajado como constructor de motores para Hornblower y estaba familiarizado con su trabajo anterior en motores compuestos. Como originario de Cornualles, también estaba familiarizado con Trevithick y sus nuevos motores de alta presión, que estaban entrando en servicio. Supo ver que, incluso con el nuevo principio de expansión, el escape de un motor de Trevithick todavía tenía una presión comparable a la presión de entrada de un motor de Watt. A partir de esta conclusión, le fue relativamente sencillo juntar los dos motores. 
Para la mayoría de los usos, los cilindros del motor eran de doble efecto. Los lados opuestos de los cilindros de alta y baja presión estaban interconectados entre sí. Cuando se usaban para bombear, los motores Woolf también se construían con cilindros pareados de simple efecto.
Se pueden ver ejemplos de motores de balancín rotativos compuestos de Woolf en la estación de bombeo de Abbey, en el lago Blagdon, en la estación de bombeo de Claymills y en la estación de bombeo de Western Springs, que ahora forma parte del Museo de Transporte y Tecnología de Auckland, Nueva Zelanda. 
También en muchas partes del mundo hay motores construidos según sus diseños. Fue muy respetado por los ingenieros de vapor franceses, alemanes, belgas y holandeses, quienes hicieron un uso libre de sus diseños.